# کوژنگتسا (استان پودلاسکی)
کوژنگتسا (به لهستانی:  Kuźnica) یک روستا در لهستان است که در گمینا کوژنگتسا واقع شده‌است. کوژنگتسا ۱٬۷۴۰ نفر جمعیت دارد.